# Miguel Ferrer
Miguel Jose Ferrer (Santa Monica, 7 februari 1955 – Los Angeles, 19 januari 2017) was een Amerikaans acteur, die vaak rollen speelde als een schurk. 

## Loopbaan
Ferrer was de oudste van vijf kinderen van de Puerto Ricaanse acteur José Ferrer en de Amerikaanse zangeres Rosemary Clooney. Hij was een neef van acteur George Clooney. Hij groeide op in Hollywood. Als tiener verschoof zijn interesse in de richting van muziek. Ferrer speelde drums in de film Two Sides of the Moon.
Ferrers acteercarrière begon begin jaren 1980. Hij verzorgde gastoptredens in een aantal televisieseries. Ferrer speelde een superschurk genaamd The Weatherman in Justice League of America in 1997. Hij was te zien in verschillende televisieseries. In Twin Peaks had hij de rol van FBI-agent Albert Rosenfield, in Crossing Jordan (ook uitgezonden onder de titel Medical Examiners) speelde hij anatoom-patholoog dr. Garret Macy en in NCIS: Los Angeles was hij te zien in de rol van Owen Granger. In 2017 was hij nog te zien in nieuwe afleveringen van Twin Peaks.
Als schrijver werkte Ferrer aan verschillende comic-series, zoals Comet Man, die hij samen maakte met Jenerators-bandlid Bill Mumy en kunstenaar Kelley Jones, The Dreamweaver en Trypto the sauer Dog.
Ferrer hield van golf en skiën. Ieder jaar hielp hij een golftoernooi voor de UCLA Children's Hospital te organiseren. Hij was van 2005 tot zijn dood getrouwd met producente Lori Weintraub, zijn tweede vrouw. Hij was eerder van 1991 tot en met 2003 getrouwd met actrice Leilani Sarelle. Samen met haar kreeg hij twee zoons, in 1993 en 1996. In 2004 kreeg hij een derde zoon met Kate Dornan, de dochter van acteur en politicus Bob Dornan.
Miquel Ferrer overleed in 2017 op 61-jarige leeftijd aan keelkanker.

## Filmografie (selectie)
- Star Trek III: The Search for Spock (1984), als de stuurman van de USS Excelsior
- Love lines (1984), als drummer van de rock/punkband Dragon and the Flying Phlegm
- RoboCop (1987), als RoboCop-projectleider Bob Morton
- Valentino Returns (1988), waarin hij een sinistere man speelt
- DeepStar Six (1989), als Snyder, een onbeholpen onderzeetechnicus
- The Guardian (1990), als Ralph Hess
- Revenge (1990), als Amador
- Twin Peaks (1990-1991, 2017), als FBI-agent Albert Rosenfield
- Twin Peaks: Fire Walk With Me (1992), als FBI-agent Albert Rosenfield
- The Harvest (1993), als Charlie Pope
- Point of No Return (The Assassin) (1993), als directeur Kaufman
- Hot Shots! Part Deux (1993), als Commandant Harbinger
- Incident at Deception Ridge (1994), als Ray Hayes
- Blank Check (1994), als voornaamste schurk van de film, Carl Quigley
- The Stand (miniserie) (1994), als Lloyd Henreid
- Mr. Magoo (1997), als mr. Ortega Peru
- Justice League of America (1997), als de schurk The Weather Wizard
- Where's Marlowe? (1998), als Joe Boone
- The Night Flier (1997) als Richard Dees
- Mulan (1998), als Shan Yu (stemrol)
- Traffic (2000), als Eduardo Ruiz
- Crossing Jordan (televisieserie) (2001-2007), als dr. Garret Macy
- The Manchurian Candidate (2004), als Colonel Garret
- The Man (2005), als gemachtigde Peters
- Bionic Woman (televisieserie) (2007) als Jonas Bledsoe
- Justice League: The New Frontier (2008) als Martian Manhunter (stemrol)
- Wrong Turn at Tahoe (2009), als Vincent
- Noah's Ark: The New Beginning (2009), als Kabos (stemrol)
- NCIS: Los Angeles (televisieserie) (2012-2017), als onderdirecteur Owen Granger
- Iron Man 3 (2013), als vice president Rodriguez

## Gastoptredens
- Miami Vice
- Magnum PI
- CHiPs
- Will & Grace
- Superman: The Animated Series (Weather Wizard), (Aquaman)
- Tales from the Crypt (verschenen in 3 afleveringen)
- ER – in de eerste aflevering
- Jackie Chan Adventures - stem van Tarakudo
- Contestant op Celebrity Jeopardy!
- Medium - 5 / 5
- Robot Chicken - Danny Ocean
- Law & Order: Criminal Intent - Episode:(Seizoen 7, Aflevering 18)
- CSI: Crime Scene Investigation
- The Batman - Sinestro
- El Tigre: The Adventures of Manny Rivera - als de originele El Tigre.
- I Will Remember videoclip by TOTO
- 3rd Rock from the Sun